# Ибрагим аль-Хельва
Ибрагим аль-Хельва (араб. إبراهيم الحلوة‎; род. 18 августа 1972, Саудовская Аравия) — саудовский футболист, игравший на позиции вратаря.
Выступал за клуб «Эр-Рияд» и «Аш-Шабаб» (Эр-Рияд). Участник чемпионата мира 1994 года в составе национальной сборной Саудовской Аравии.

## Клубная карьера
В 1989 году после игры за ряд любительских команд аль-Хельва привлёк внимание профессиональных клубов Эр-Рияда, таких как «Аль-Хиляль» и «Аш-Шабаб». Однако в конечном итоге в том же году он подписал профессиональный контракт с клубом «Эр-Рияд», в котором провёл восемь сезонов. В составе команды в сезоне 1993/1994 стал обладателем Кубка наследного принца Саудовской Аравии и при этом стал первым вратарём, который не пропустил ни одного гола по ходу турнира, в следующем сезоне он так же стал обладателем Кубка Саудовской Федерации футбола. Кроме того, аль-Хельва стал первым вратарём, забившим в чемпионате Саудовской Аравии: гол был забит с пенальти в матче против «Аль-Кадисии».
В 1997 году перешёл в клуб «Аш-Шабаб» (Эр-Рияд), в котором неожиданно завершил карьеру спустя 2 сезона в 1999 году в возрасте 27 лет, напоследок снова став обладателем Кубка наследного принца. На это решение и дальнейший жизненный путь Ибрагима повлияла смерть его дяди, после завершения карьеры он стал работать в сфере омовения умерших.

## Карьера в сборной
Привлекался в ряды национальной сборной Саудовской Аравии, в составе которой в основном был резервным голкипером, одним из дублёров Мухаммада ад-Даайя. Был включён в заявку сборной на чемпионат мира 1994 года в США, но на поле не выходил.

## Достижения
«Эр-Рияд»
- Кубок наследного принца Саудовской Аравии: 1993/1994
- Кубок Саудовской Федерации футбола: 1994/1995

«Аш-Шабаб» (Эр-Рияд)
- Кубок наследного принца Саудовской Аравии: 1998/1999